# Star-produit
 (mai 2023).
Le contenu est difficilement compréhensible vu les erreurs de traduction, qui sont peut-être dues à l'utilisation d'un logiciel de traduction automatique.
En physique mathématique, le star-produit est un opérateur mathématique sur une variété de Poisson pour déformer la multiplication de l'algèbre des fonctions lisses à valeurs complexes en une algèbre associative non commutative.
L'opérateur est une quantification de déformation, une formalisation mathématique de la quantification issue de la physique.

## Définitions

### Déformation formelle
Soit {\displaystyle R} un anneau commutatif et {\displaystyle {\mathcal {A}}} une algèbre sur un anneau. Soit {\displaystyle R[[\lambda ]]} l'anneau des séries formelles et {\displaystyle {\mathcal {A}}[[\lambda ]]} l'algèbre des séries formelles sur {\displaystyle R[[\lambda ]]} avec les coefficients dans {\displaystyle {\mathcal {A}}}.
La déformation formelle {\displaystyle \star } de l'opérateur de multiplication {\displaystyle \cdot } de l'algèbre {\displaystyle {\mathcal {A}}} est une application {\displaystyle R[[\lambda ]]}-bilinéaire
{\displaystyle \star :{\mathcal {A}}[[\lambda ]]\times {\mathcal {A}}[[\lambda ]]\to {\mathcal {A}}[[\lambda ]]}
tel que pour tout {\displaystyle u,v\in {\mathcal {A}}[[\lambda ]]}
{\displaystyle u\star v=uv\quad \operatorname {mod} \lambda ,}
et {\displaystyle uv} est la multiplication des séries formelles :
{\displaystyle uv:=\sum \limits _{n=0}^{\infty }\lambda ^{n}\sum \limits _{k=0}^{n}u_{k}v_{n-k},\quad u_{k},v_{k}\in {\mathcal {A}}}

### Star-produit
Soit {\displaystyle (M,\pi )} une variété de Poisson, où {\displaystyle \pi } est un tenseur de Poisson.
Le star-produit {\displaystyle \star } est une déformation formelle sur {\displaystyle C^{\infty }(M)[[\lambda ]]}, c'est-à-dire une multiplication {\displaystyle \mathbb {C} [[\lambda ]]}-bilinéaire
{\displaystyle \star :C^{\infty }(M)[[\lambda ]]\times C^{\infty }(M)[[\lambda ]]\to C^{\infty }(M)[[\lambda ]]}
de la forme
{\displaystyle f\star g=\sum \limits _{r=0}^{\infty }\lambda ^{r}C_{r}(f,g)}
et {\displaystyle C_{r}} sont des applications {\displaystyle \mathbb {C} }-bilinéaire
{\displaystyle C_{r}:C^{\infty }(M)\times C^{\infty }(M)\to C^{\infty }(M)}
vérifiant les axiomes: 
1. {\displaystyle \star } est associative: {\displaystyle (f\star g)\star h=f\star (g\star h)} pour tout {\displaystyle f,g,h\in C^{\infty }(M)}.
2. {\displaystyle C_{0}(f,g)=fg}.
3. {\displaystyle C_{1}(f,g)-C_{1}(g,f)=\mathrm {i} \{f,g\}\quad } (où {\displaystyle \{,\}} est le crochet de Poisson).
4. {\displaystyle 1\star f=f=f\star 1} pour tout {\displaystyle f\in C^{\infty }(M)}.

### Propriétés
Si les {\displaystyle C_{r}} sont des opérateurs bidifférentiels, {\displaystyle \star } est appelé un star-produit différentiel.
Si les {\displaystyle C_{r}} sont des opérateurs bidifférentiels d'ordre {\displaystyle r} est dans chaque argument, {\displaystyle \star } est appelé un star-produit naturel.
On appelle un {\displaystyle \star } du type Weyl, si {\displaystyle C_{r}(f,g)=(-1)^{r}C_{r}(g,f)} et {\displaystyle \star } est hermitien, c'est-à-dire {\displaystyle {\overline {f\star g}}={\bar {f}}\star {\bar {g}}} (avec la convention {\displaystyle {\bar {\lambda }}=\lambda }).

## Exemple
- Le produit de Moyal (en) {\displaystyle \star } défini comme

{\displaystyle f\star g:=f(q,p)\exp \left({\frac {\mathrm {i} \hbar }{2}}\left({\overset {\leftarrow }{\partial _{q}}}{\overset {\rightarrow }{\partial _{p}}}-{\overset {\leftarrow }{\partial _{p}}}{\overset {\rightarrow }{\partial _{q}}}\right)\right)g(q,p)}
pour {\displaystyle f,g\in C^{\infty }(\mathbb {R^{2n}} )} est un star-produit sur {\displaystyle M:=\mathbb {R} ^{2n}} avec une forme symplectique canonique {\displaystyle \pi :=\omega } et la constante de Planck {\displaystyle \lambda :=\hbar }.

## Existence

### Sur les variétés symplectiques
De Wilde et Lecomte ont prouvé qu'un star-produit différentiel existe sur chaque variété symplectique.

### Sur les variétés de Poisson
Maxime Kontsevitch a prouvé que toute variété de Poisson de dimension finie peut être quantifiée, ce qui implique l'existence de star-produits différentiels sur des variétés de Poisson arbitraires.

## Littérature
- (en) Chiara Esposito, Formality Theory, Springer Verlag, 2015 (ISBN 978-3-319-09289-8)
- (de) Stefan Waldmann, Poisson-Geometrie und Deformationsquantisierung, Springer Verlag, 2001 (ISBN 978-3-540-72517-6)